# Calorifugeage des tuyaux

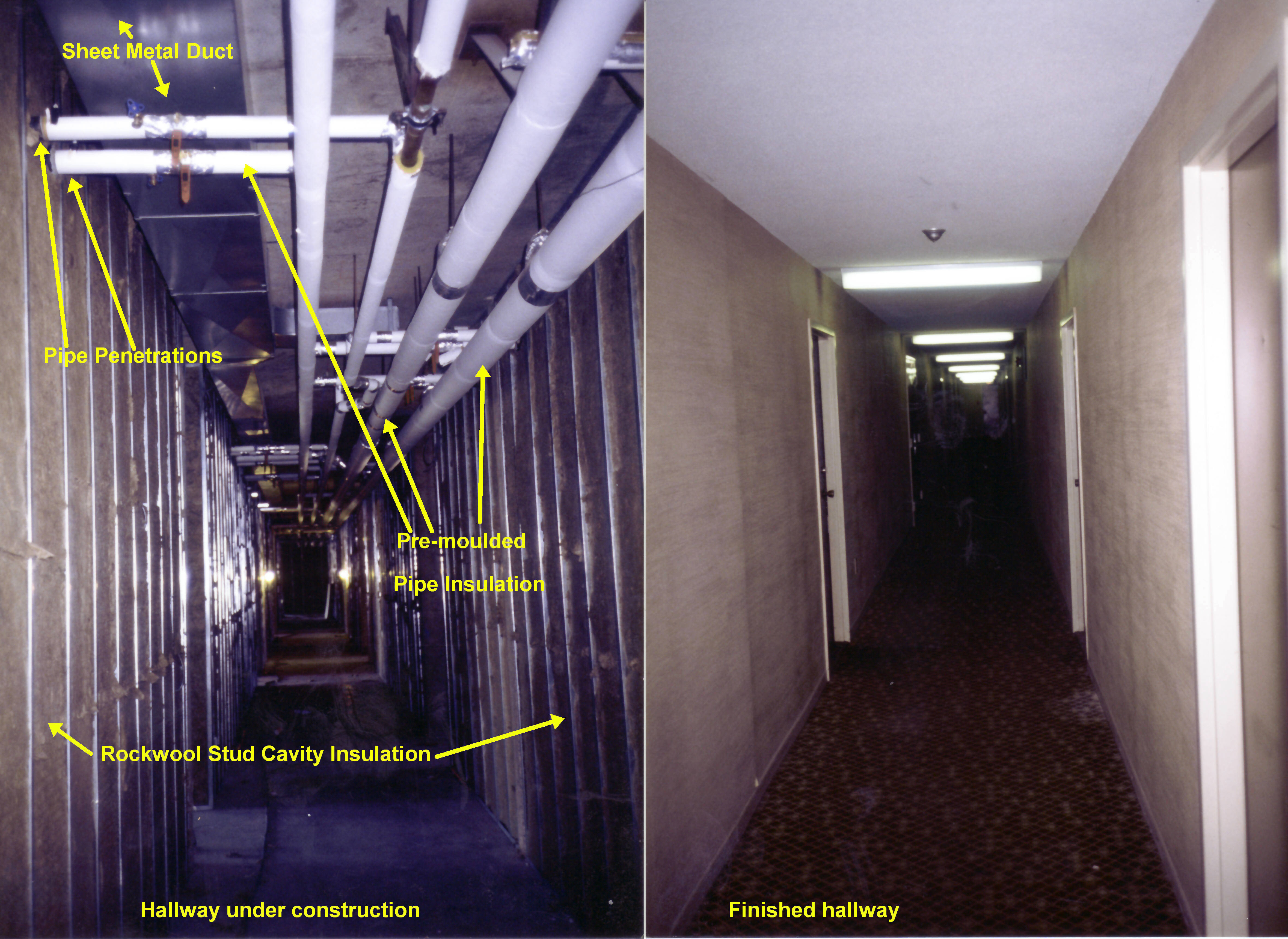
Isolation des tuyaux et isolation des bâtiments présentées ensemble pendant la construction et une fois terminées dans un immeuble d'appartements en Ontario, Canada.

Le calorifugeage (ou isolation) des tuyaux (ou canalisation) est une isolation thermique ou acoustique appliqués aux tubes ou conduits, servant aux transports de fluide (liquide, ou gaz ou d'un solide pulvérulent).
Le métier correspondant à cette activité est celui du calorifugeur.

## Applications

### Contrôle de la condensation
Lorsque les tuyaux fonctionnent à des températures inférieures à la température ambiante, il existe un risque de condensation de la vapeur d'eau à la surface du tuyau. L'humidité contribue à de nombreux types de corrosion des canalisations métalliques, il est donc généralement considéré comme important d'empêcher la formation de condensation sur les tuyaux et canalisations métalliques.
L'isolation des tuyaux peut empêcher la formation de condensation, car la température de surface de l'isolation varie de la température de surface du tuyau. La condensation ne se produira pas, à condition que :
- (a): la surface de l'isolation soit supérieure à la température du point de rosée de l'air ;
- (b): l'isolant incorpore une forme quelconque de barrière contre la vapeur d'eau ou de retardateur qui empêche la vapeur d'eau de traverser l'isolant pour se former à la surface du tuyau.

### Protection contre le gel
Étant donné que certaines conduites d'eau (notamment les adductions d'eau potable) sont situées à l'extérieur ou dans des zones non chauffées où la température ambiante peut occasionnellement descendre en dessous du point de solidification de l'eau (congélation). Alors, l'eau présente dans les conduites peut potentiellement geler. Lorsque l'eau gèle, elle se dilate et cette expansion peut provoquer la défaillance d'un système de canalisations de diverses manières.
L'isolation des tuyaux ne peut pas empêcher le gel de l'eau stagnante dans les canalisations, mais elle peut augmenter le temps nécessaire au gel, réduisant ainsi le risque de gel de l'eau dans les tuyaux. Pour cette raison, il est recommandé d'isoler les canalisations présentant un risque de gel, et les réglementations locales en matière d'approvisionnement en eau peuvent exiger que l'isolation des canalisations soit appliquée sur les canalisations afin de réduire le risque de gel des canalisations,.
Pour une longueur donnée, un tuyau de plus petit diamètre retient un plus petit volume d'eau qu'un tuyau de plus grand diamètre, et donc l'eau d'un tuyau de plus petit diamètre gèlera plus facilement (et plus rapidement). Étant donné que les tuyaux de plus petit diamètre présentent un plus grand risque de gel, l'isolation est généralement utilisée en combinaison avec d'autres méthodes de prévention du gel (par exemple, un câble chauffant, ou en assurant un débit d'eau constant à travers le tuyau).

### Économie d'énergie

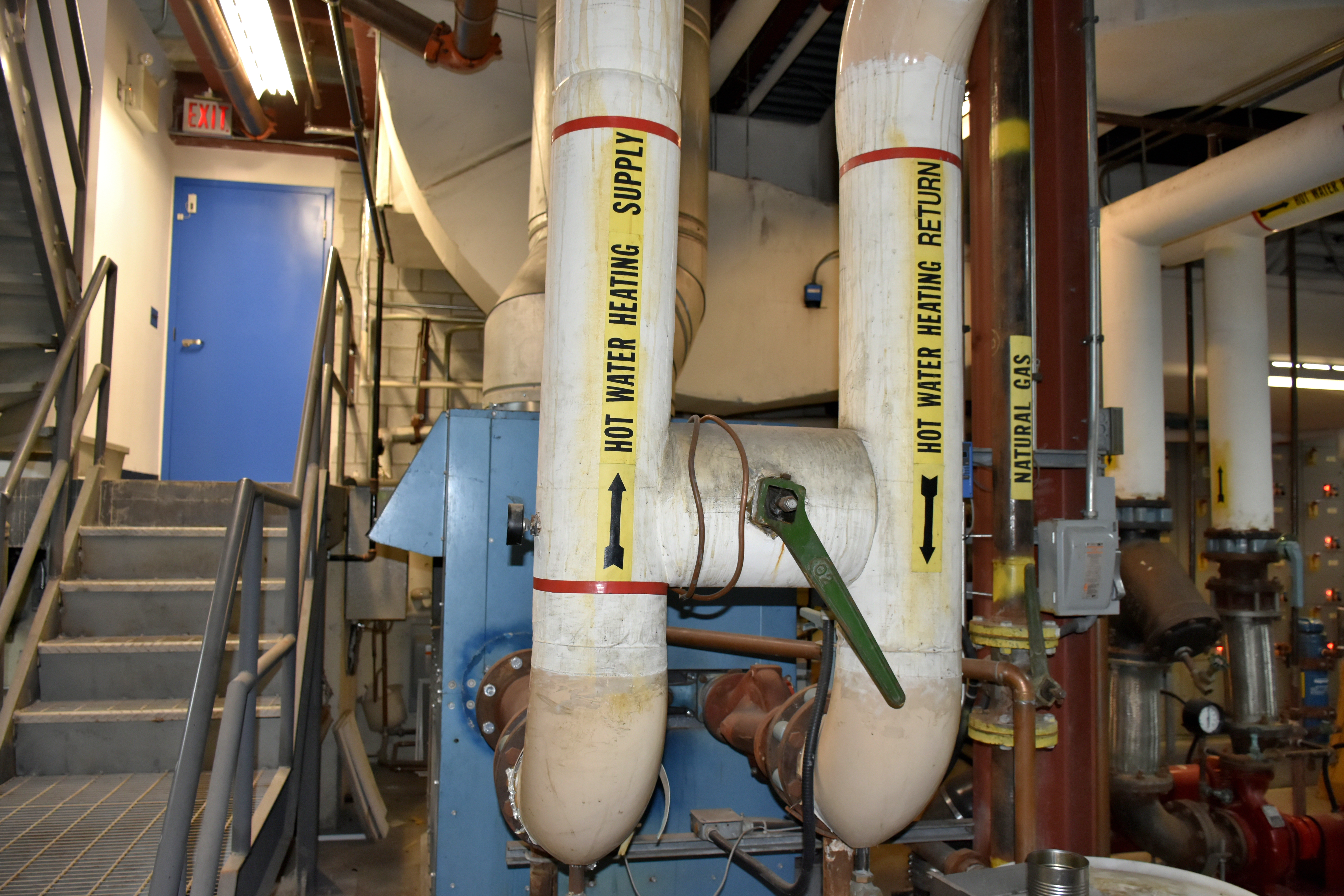
Tuyauterie hydronique (cad. qui transfert de la chaleur à l'aide d'un liquide) d'alimentation et de retour d'eau chaude calorifugé sur une chaudière à gaz

Étant donné que la tuyauterie peut fonctionner à des températures très éloignées de la température ambiante et que le débit de chaleur provenant d'un tuyau est lié à la différence de température entre le tuyau et l'air ambiant, le flux de chaleur provenant de la tuyauterie peut être considérable. Dans de nombreuses situations, ce transfert thermique est indésirable. L'application d'une isolation thermique des tuyaux introduit une résistance thermique et réduit le flux de chaleur.
Les épaisseurs d'isolation thermique des tuyaux utilisées pour économiser de l'énergie varient, mais en règle générale, elles augmentent avec la différence entre la température ambiante et la température du fluide transporté.
L'emplacement des canalisations influence également le choix de l'épaisseur de l'isolation. Par exemple, dans certaines circonstances, les canalisations de chauffage d'un bâtiment bien isolé peuvent ne pas nécessiter d'isolation, car la chaleur « perdue » (c'est-à-dire la chaleur qui circule du tuyau vers l'air ambiant) peut être considérée comme « utile » pour le chauffage du bâtiment, car une telle chaleur « perdue » serait de toute façon effectivement piégée par l'isolation structurelle. A l’inverse, une telle tuyauterie peut être isolée pour éviter une surchauffe ou un refroidissement inutile dans les pièces qu’elle traverse.

### Protection contre les températures extrêmes
Lorsque la tuyauterie fonctionne à des températures extrêmement élevées ou basses, il existe un risque de brulure (ou de gelure) si une personne entre en contact physique avec la surface de la tuyauterie. Le seuil de douleur humaine varie, mais plusieurs normes internationales fixent des limites de température tactile recommandées (par exemple : ISO 13732-1:2006(en)).

### Protection contre le bruit
Les canalisations peuvent fonctionner comme un conduit permettant au bruit de se propager d'une partie d'un bâtiment à une autre (un exemple typique peut être observé avec les canalisations d'eaux usées acheminées à l'intérieur d'un bâtiment). L'isolation acoustique peut empêcher ce transfert de bruit en agissant pour amortir la paroi du tuyau et en effectuant une fonction de découplage acoustique partout où le tuyau traverse un mur ou un sol fixe et partout où le tuyau est fixé mécaniquement.
La tuyauterie peut également émettre des bruits mécaniques. Dans de telles circonstances, la réduction du bruit de la paroi de la canalisation peut être obtenue par une isolation acoustique intégrant un écran anti-bruit.

## Facteurs influençant les performances
La performance relative des différents isolants de tuyaux pour une application donnée peut être influencée par de nombreux facteurs. Les principaux facteurs sont :
- Conductivité thermique (valeur "k" ou "λ")
- Émissivité de surface (valeur "ε")
- Résistance à la vapeur d'eau (valeur "μ")
- Épaisseur d'isolation
- Densité

D’autres facteurs, comme le taux d’humidité relative et les effets du vieillissement, peuvent influencer la performance globale de l’isolation des canalisations.

## Matériaux
Les matériaux d’isolation des tuyaux se présentent sous une grande variété de formes, mais la plupart des matériaux entrent dans l’une des catégories suivantes.

### L'amiante(aujourd'hui interdite)
L'amiante, étant un excellant isolant thermique, elle a longtemps été utilisé pour le calorifugeage. D'anciennes installations calorifugées peuvent donc potentiellement en contenir, et donc contaminer les usagers ou les agents de maintenance de ces installations.

### Laine minérale

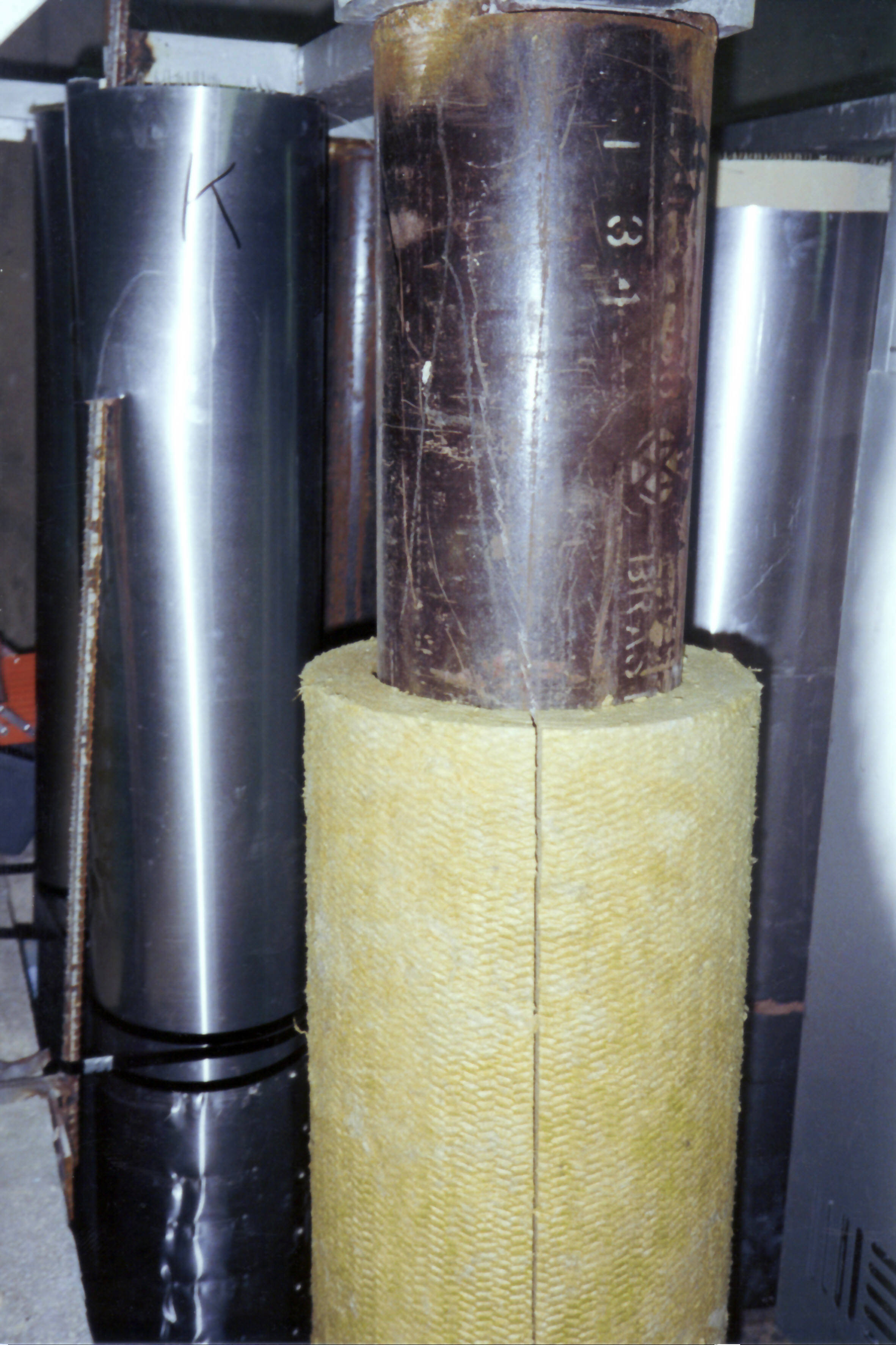
Exemple de coquille de laine de roche pour calorifuger un tube.

Les laines minérales ( laine de roche ou laine de laitier), sont utilisées sur tous types de tuyauteries, notamment les tuyauteries industrielles fonctionnant à des températures élevées.

### Laine de verre
Comme pour d’autres formes de laine minérale, l’isolation en laine de verre peut être utilisée pour des applications thermiques et acoustiques.

### Mousses élastomères flexibles
Il s'agit de mousses de caoutchouc flexibles à cellules fermées à base de caoutchouc NBR ou EPDM. Les mousses élastomères flexibles présentent une résistance si élevée au passage de la vapeur d'eau qu'elles ne nécessitent généralement pas de barrières anti-vapeur supplémentaires. Cet résistance élevée à la vapeur, combinée à l'émissivité superficielle élevée du caoutchouc, permet aux mousses élastomères flexibles d'empêcher la formation de condensation en surface avec des épaisseurs relativement faibles.[à vérifier]
De ce fait, les mousses élastomères flexibles sont largement utilisées sur les tuyauteries de réfrigération et de climatisation. Les mousses élastomères flexibles sont également utilisées sur les systèmes de chauffage et d'eau chaude.

### Mousse rigide
L'isolation des tuyaux en mousse rigide phénolique, PIR ou PUR est courante dans certains pays. L'isolation en mousse rigide a des performances acoustiques minimales mais peut présenter de faibles valeurs de conductivité thermique de 0,021 W/(m·K) ou moins, ce qui permet de respecter la législation en matière d'économie d'énergie tout en utilisant des épaisseurs d'isolation réduites.

### Polyéthylène
Le polyéthylène est un isolant en mousse plastique flexible qui est largement utilisé pour empêcher le gel des conduites d'alimentation en eau domestique et pour réduire les pertes de chaleur des conduites de chauffage domestique.
La résistance au feu du polyéthylène est généralement conforme à la norme américaine 25/50 E84  jusqu'à 1 pouce d'épaisseur.

## Revêtements
Les mousses élastomère n'ont pas besoin de revêtement, mais plus part du temps, il est nécessaire d'en ajouter un. Il sert à protéger la matière isolante thermique, de l'humidité, des rongeurs ou insectes, des rayonnements UV, ou simplement, des chocs physiques. Les revêtements utilisés peuvent être :
- des tôles fine en aluminium, en acier inoxydable ou acier galvanisé. Il faut alors les découper, les mettre en forme, puis les assembler entre elles (par vissage ou avec des bandes adhésives)
- un revêtement par enduit plastique ou bitumineux.
- un revêtement par feuille de PVC[7]

L'aspect poli (généralement pour les tôles fines métalliques) de certain revêtement permet de réduire l'émissivité et donc encore améliorer l'isolation thermique de l'ensemble.